# Frauensession

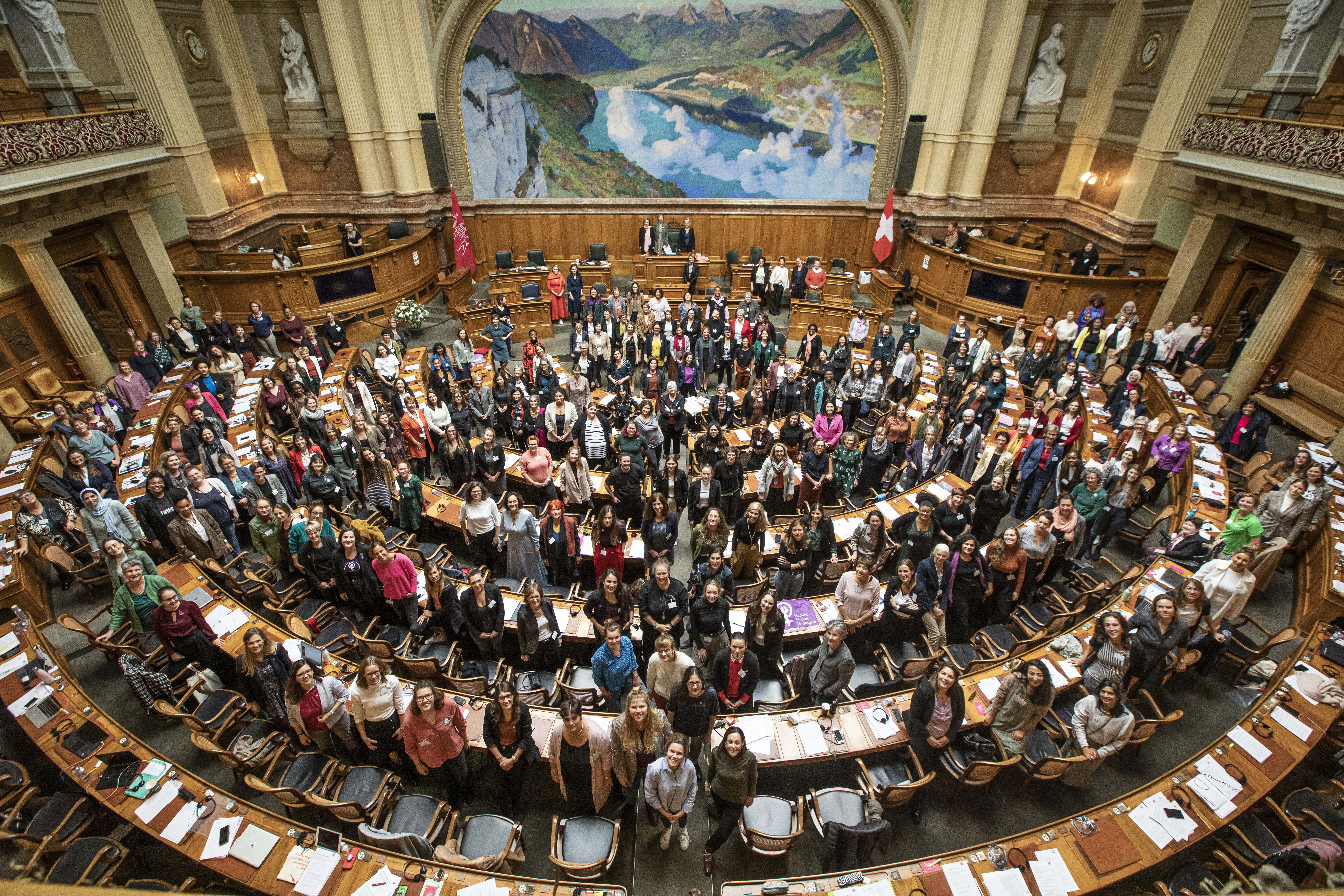
Die Frauen der Frauensession 2021 im Nationalratssaal

Die Frauensession 2021 war eine Schweizer Politikveranstaltung für Frauen, die am 29. und 30. Oktober 2021 im Bundeshaus in Bern stattfand.

## Hintergrund
Anlässlich des Jubiläums von 50 Jahren Frauenstimm- und Wahlrecht in der Schweiz führten sieben Frauenorganisationen am 29. und 30. Oktober 2021 die Frauensession 2021 im Bundeshaus durch. Unter der organisatorischen Leitung des Frauendachverbands alliance F waren auch die Evangelischen Frauen Schweiz, der Schweizerische Katholische Frauenbund, der Schweizerische Bäuerinnen- und Landfrauenverband, der Dachverband Schweizerischer Gemeinnütziger Frauen sowie die Eidgenössische Kommission für Frauenfragen beteiligt.
Es war das zweite Mal, dass sich Frauen aus der ganzen Schweiz zu einer Sondersession trafen: 1991 fand die erste Frauensession statt.

## Präsidium
Die Tagespräsidentinnen der Frauensession 2021 waren die Ständerätinnen Maya Graf (Grüne/BL), Marina Carobbio (SP/TI) sowie die Nationalrätinnen Isabelle Moret (FDP/VD) und Christa Markwalder (FDP/BE). Generalsekretärin war Sophie Achermann, Geschäftsführerin von alliance F.

## Kommissionen
Für die Frauensession 2021 wurden acht Kommissionen gebildet:
1. Kommission für Einwohner:innenstimmrecht: Co-Präsidium Cécile Bühlmann (ehem. Nationalrätin Grüne/LU), Ada Marra (Nationalrätin SP/VD)
2. Kommission für Gleichstellung in Arbeit und Absicherung: Co-Präsidium Kathrin Bertschy (Nationalrätin GLP/BE), Claudine Esseiva (Stadträtin FDP/BE)
3. Kommission für Landwirtschaft: Präsidentin Isabelle Moret (Nationalrätin FDP/VD), Vizepräsidentin Christine Bulliard-Marbach (Nationalrätin Die Mitte/FR)
4. Kommission für Wissenschaft: Präsidentin Trix Dettling (ehem. Kantonsrätin SP/LU), Vizepräsidentin Marie-France Roth Pasquier (Nationalrätin Die Mitte/FR)
5. Kommission für Rechtsfragen und Schutz gegen Gewalt: Co-Präsidium Maria Bernasconi (ehemalige Nationalrätin SP/GE), Lisa Mazzone (Ständerätin Grüne/GE)
6. Kommission für Digitalisierung: Präsidentin Simone de Montmollin (Nationalrätin FDP/GE), Vizepräsidentin Min Li Marti (Nationalrätin SP/ZH)
7. Kommission für Sexuelle Gesundheit und Gender-Medizin: Co-Präsidium Marina Carobbio (Ständerätin SP/TI), Léonore Porchet (Nationalrätin Grüne/GE)
8. Kommission für Anerkennung Freiwilligen und Care-Arbeit: Präsidentin Christa Markwalder (Nationalrätin FDP/BE), Vizepräsidentin Jana Fehrensen (Stadträtin von Langenthal, FDP)

## Inhalt
Während zwei Tagen behandelten 246 Frauen im Nationalratssaal Anträge aus eigens gebildeten Kommissionen und verabschiedeten insgesamt 23 Petitionen. Diese zielen alle auf die Gleichstellung der Geschlechter. Am Ende der Session wurden die Petitionen Bundesparlament und Bundesrat übergeben. Die zuständigen Kommissionen der Schweizerischen Bundesversammlung behandeln die Petitionen der Frauensession im Rahmen ihrer Tätigkeit.
Die Teilnehmerinnen wurden im Vorfeld der Frauensession gewählt – insgesamt registrierten sich 1'400 Frauen als Kandidatinnen und 12'000 als Wählerinnen. Die gewählten Frauen hatten mehrheitlich keine politischen Top-Ämter, es nahmen auch Ausländerinnen und Frauen unter 18 Jahren teil.
Diskutiert wurden an der Session unter anderem Massnahmen zur Gleichstellung der Geschlechter im Arbeitsleben, zur Verbesserung der weiblichen Altersvorsorge, gegen Gewalt an Frauen, für Lohngleichheit, für sexuelle Gesundheit von Frauen, zur Verbesserung der Situation von Bäuerinnen und Wissenschaftlerinnen sowie zur Aufwertung von Care-Arbeit.

## Ziel
In der Schweiz ist die tatsächliche Gleichstellung zwischen Mann und Frau noch nicht erreicht. Frauen verdienen im Schnitt 14,4 Prozent weniger als Männer und sind in einflussreichen Positionen in Wirtschaft, Wissenschaft, Verwaltung und Politik untervertreten. Frauen leisten den grössten Teil der unbezahlten Arbeit im Haushalt und erhalten deshalb im Alter im Schnitt mindestens einen Drittel weniger Rente als Männer. Gewalt gegen Frauen und Partnergewalt bleiben weit verbreitet.
Das Ziel der Frauensession war, die tatsächliche Gleichstellung von Frau und Mann voranzutreiben sowie die bedeutendsten politischen Anliegen der Frauen in der Schweiz zu sammeln und politische Lösungen dafür zu erarbeiten.

## Kritik
Es dürften nur wenige Petitionen der Frauensession im National- und Ständerat Gnade finden, so SRF-Bundeshauskorrespondentin Nathalie Christen. Dies betreffe vor allem jene Themen, die bereits im Parlament behandelt würden, wie die Forderung nach billigeren Kita-Plätzen. Zudem sei es denkbar, dass das Parlament kleinere Wünsche erfülle, wie die Forderung eines Nationalfonds-Programms zur Gender-Medizin. Christen erwartet, dass der Anlass den Anliegen der Frauen einen Schub verleiht – die erste Frauensession 1991 sei der Auftakt zu einem feministisch geprägten Jahrzehnt gewesen.